# BooksWordsLetters
BooksWordsLetters var ett konstprojekt i Västerås 2009, där skådespelaren/regissören Peter Stormare, konstnären Marcel Strüwer, poeten/författaren Bob Hansson, programledaren/poeten Amelia Hoy, fotografen Simon Cederquist och artisten Olle Ljungström hyllade boken, ordet och bokstaven, genom att tillsammans förvandla 25 000 böcker till sex spektakulära konstverk.
Projektet föddes 2009 när Leanders antikvariat i Västerås tvingades göra sig av med sitt lager med nästan 50 000 böcker. Det växte snabbt till en ideell manifestation för att stödja antikvariatet samt hylla boken, ordet och bokstaven.
Verken bestod av konstnärernas personliga kommentarer av boken som tidsdokument, kunskapsförmedlare och dess ställning i konsumtionssamhället. Projektet ville samtidigt uppmärksamma antikvariatets värde som kulturarvsbevarare och göra det till en mer synlig av del av den svenska läsrörelsen.
Till sin hjälp hade konstnärerna över 300 frivilliga som på olika sätt stödde projektet och arbetade med att färdigställa konstverken.
Utställningen började den 23 april 2009, hölls på Stora gatan 36 i Västerås och avslutades med att verken auktionerades ut.